# Император Кэндзо
Император Кэндзо или император Кэнсо (яп. 顕宗 кэндзо:, кэнсо:) — 23-й император Японии, правивший с 1 февраля 486 по 2 июня 487 года. Имена — Окэ, Кумэ-но-вакуго, Окэ-но-о, Окэ-но-сумэра-микото, Окэ-но-ивасувакэ.